# 清田真央
清田 真央（きよた まお、1993年9月12日 - ）は、日本の陸上選手（専門は長距離走・マラソン）。スズキアスリートクラブに所属中。
愛知県田原市（旧・渥美郡渥美町）出身。2006年4月、田原市立福江中学校入学。同中学卒業後の2009年4月、中京大学附属中京高等学校入学。

## 経歴・人物

### 高校時代まで
小学校時代に友人と陸上クラブに入ったのを機に、陸上競技を始める。中学3年生時には愛知駅伝で田原市の中学女子代表として出場、2.9Kmの距離の区間賞を獲得。
高校生時は、のちに第91回箱根駅伝競走（2015年1月）で「三代目山の神」と言われ、青山学院大学3年生時に5区の山登りで区間新記録を達成した神野大地（現・プロランナー）とは同期生で、かつ同高校の陸上部に所属していた。全国高等学校駅伝競走大会・愛知県女子予選会では、高校1年生1区（6Km）20分54秒で区間4位、2年生1区（6Km）19分42秒で区間1位、3年生5区（5Km）16分27秒で区間2位を記録したが、高校3年間共総合2位に終わり、いずれも豊川高等学校に及ばず一度も全国高校駅伝出場は成らなかった（その豊川高校・女子の部は2009年と2011年に優勝を達成している）。

### 社会人入り後
高校卒業後の2012年4月、スズキ浜松アスリートクラブに入社・所属。社会人2年目（2013年度）では、日体大記録会の5000m（15分44秒19）及び10000m（32分34秒04）で各自己記録をマーク。
社会人3年目（2014年度）、自身初の第98回日本陸上競技選手権大会に初出場、女子10000m13位（32分59秒34）・女子5000m16位（16分08秒49）、4年目（2015年度）の第99回日本陸上競技選手権大会では女子10000m12位（32分42秒76）・女子5000m15位（16分04秒10）、5年目（2016年度）の第100回日本陸上競技選手権大会では女子10000m9位（32分26秒44）・女子5000m11位（15分45秒32）。
2014年2月、自身初のハーフマラソン挑戦となる香川丸亀国際ハーフマラソンに出場、1時間12分44秒で女子の部6位。翌2015年2月の同ハーフマラソンでは、1時間10分59秒の自己記録で女子の部2位だった。
2016年3月13日、自身初のフルマラソン挑戦となった名古屋ウィメンズマラソン2016に、国内招待選手として出場。30Km地点辺りまで優勝したユニス・ジェプキルイ・キルワ（バーレーン）や、のちにリオデジャネイロオリンピック女子マラソン日本代表選出となる2位の田中智美（第一生命保険）ら先頭集団に待機していたが、その後脱落。3位の小原怜（天満屋）にも遅れをとったものの、2時間24分台の好タイムで総合4位（日本人3着）に入った。

### 世界陸上女子マラソン初選出
2017年3月12日、自身2度目のフルとなった名古屋ウィメンズマラソン2017に招待選手として出場。15Km過ぎまで優勝のユニス・ジェプキルイ・キルワ、同スズキ浜松所属の安藤友香らと共に5Km毎16分台のハイペースへ果敢についていったが、以降徐々に離される。しかし、レース後半も5Km毎17分台をキープし大きくペースダウンすることなく、2時間23分47秒と自己記録を45秒更新、総合3位（日本人2着）でフィニッシュ。この好成績により、世界陸上ロンドン大会・女子マラソン日本代表へ、安藤と共に初選出を果たした。
2017年8月6日、3度目のフルとなる世界陸上ロンドン大会・女子マラソン本番に出場。レース終盤の36Km付近まで、日本女子では清田一人が2位集団の後方で必死に食らいつくも、その後完全脱落。日本女子ではトップだったが、結果2時間30分台の総合16位と8位入賞には及ばなかった。これで1997年世界陸上アテネ大会から続いた日本女子の入賞者は、10大会連続で途絶えることとなった。

### 世界陸上後～東京五輪前
2018年3月11日、名古屋ウィメンズマラソン2018へ3年連続で出走。だが序盤の9Km辺りで、優勝争いの先頭集団についていけず徐々に離脱。それ以降もペースを上げる事は出来ず、結局2時間28分台の総合9位（日本人6着）に留まり、マラソングランドチャンピオンシップ（2020年東京オリンピック女子マラソン選考会）の出場権獲得は果たせなかった。
2018年8月26日、北海道マラソン2018（女子の部）へ出場したが、レース前半で早々先頭集団から脱落し、2時間45分台の10位に終わった。2018年12月9日、さいたま国際マラソンにも出走したが、15Kmを過ぎて日本女子トップ・総合4位の今田麻里絵（岩谷産業）らについていけず、2時間31分台の5位に留まりMGC獲得は又しても果たせなかった。
2019年3月3日、東京マラソン2018（女子の部）へ出走。ワイルドカード（期間内上位2記録平均2時間28分以内）でMGC出場権を再度目指したものの、冷たい雨が降り続く悪天候が災いしてか、2時間33分台の14位に終わった。
2020年1月26日、大阪ハーフマラソンでは1時間13分11秒の7位。東京五輪女子マラソン日本代表のラストチャンスを賭けて、2020年3月8日の名古屋ウィメンズマラソン2020（MGCファイナルチャレンジ第3弾）に出場したものの、レース序盤から5Kmラップが16分台後半の高速ペースで進む先頭集団に全くついていけず、結局2時間41分台の27位と完敗だった。

## マラソン全成績
| 年月       | 大会                             | 順位 | 記録          | 備考                                                     |
| ---------- | -------------------------------- | ---- | ------------- | -------------------------------------------------------- |
| 2016年3月  | 名古屋ウィメンズマラソン         | 4位  | 2時間24分32秒 | 初マラソン・リオデジャネイロ五輪選考レース               |
| 2017年3月  | 名古屋ウィメンズマラソン         | 3位  | 2時間23分47秒 | 自己ベスト記録・世界陸上ロンドン大会選考レース           |
| 2017年8月  | 世界陸上ロンドン大会女子マラソン | 16位 | 2時間30分36秒 | 日本女子では首位                                         |
| 2018年3月  | 名古屋ウィメンズマラソン         | 9位  | 2時間28分58秒 | MGCシリーズ第4弾（2020年東京オリンピック選考会）         |
| 2018年8月  | 北海道マラソン（女子の部）       | 10位 | 2時間45分28秒 | MGCシリーズ第5弾（2020年東京オリンピック選考会）         |
| 2018年12月 | さいたま国際マラソン             | 5位  | 2時間31分07秒 | MGCシリーズ第6弾（2020年東京オリンピック選考会）         |
| 2019年3月  | 東京マラソン2019                 | 14位 | 2時間33分04秒 | ワイルドカードでMGC出場権獲得ならず                      |
| 2019年12月 | マカオ国際マラソン               | 11位 | 2時間53分47秒 |                                                          |
| 2020年3月  | 名古屋ウィメンズマラソン         | 27位 | 2時間41分26秒 | MGCファイナルチャレンジ第3弾（2020年東京五輪最終選考会） |
| 2024年3月  | 富山マラソン                     | 1位  | 2時間45分09秒 |                                                          |